# Spelartrupper i ishockey vid olympiska vinterspelen 1992
Detta är samtliga lags spelartrupper som deltog i turneringen i Ishockey vid olympiska vinterspelen 1992 som hölls i Albertville, Frankrike.
1.   OSS

Målvakter: Michail Sjtalenkov, Andrej Trefilov, Nikolaj Chabibulin.

Backar: Dimitrij Mironov, Vladimir Malachov, Dmitrij Jusjkjevitj, Darius Kasparaitis, Aleksej Zjitnik, Sergej Zubov, Sergej Bautin, Igor Kravtjuk.

Forwards: Andrej Chomutov, Vjatjeslav Bykov, Jurij Chmyljov, Nikolaj Borsjtjevskij, Igor Boldin, Jevgenij Davydov, Vitalij Prochorov, Sergej Petrenko, Aleksej Kovaljov, Alexej Zjamnov, Andrej Kovalenko, Vjatjeslav Butsajev.

Tränare: Viktor Tichonov, Vladimir Jurzinov, Igor Dmitrijev.
2.   Kanada

Målvakter: Trevor Kidd, Sean Burke, Sam St. Laurent.

Backar: Gord Hynes, Jason Wooley, Brad Schlegel, Kevin Dahl, Adrien Plavsic, Curt Giles, Dan Ratushny, Brian Tutt.

Forwards: Joe Juneau, Eric Lindros, David Archibald, Dave Hannan, Randy Smith, Chris Lindberg, Wally Schreiber, Patrick Lebeau, Todd Brost, Fabian Joseph, Dave Tippett, Kent Manderville. 

Tränare: Dave King, Tom Renney, Terry Crisp, Wayne Flemming, Dale Hanwood.
3.  Tjeckoslovakien

Målvakter: Petr Bříza, Oldřich Svoboda, Jaromír Dragan. 

Backar: Drahomír Kadlec, Róbert Švehla, Jiří Šlégr, Leo Gudas, Miloslav Hořava, Bedřich Ščerban, Richard Šmehlík.

Forwards: Robert Lang, Petr Rosol, Otakar Janecký, Kamil Kašťák, Ladislav Lubina, Patrik Augusta, Tomáš Jelínek, Petr Hrbek, Richard Žemlička, Igor Liba, Radek Ťoupal, Peter Veselovský, František Procházka.

Tränare: Ivan Hlinka, Jaroslav Walter
4.    USA

Målvakter: Ray LeBlanc, Scott Gordon, Mike Dunham.

Backar: Sean Hill, Moe Mantha, Bret Hedican, Scott Lachance, Greg Brown, Guy Gosselin, Dave Tretowicz.

Forwards: Marty McInnis, Ted Donato, Tim Sweeney, Carl J. Young, Steve Heinze, Clark Donatelli, Scott Young, Ted Drury, Keith Tkachuk, Joe Sacco, Jim Jahannson, Shawn McEachern, David Emma.

Tränare: Dave Peterson - Jeff Sauer, Ben Smith.
5.   Sverige

Målvakter: Fredrik Andersson, Roger Nordström, Tommy Söderström.

Backar: Peter Andersson, Peter Andersson, Kenneth Kennholt, Petri Liimatainen, Börje Salming, Tommy Sjödin, Fredrik Stillman.

Forwards: Charles Berglund, Patrik Carnbäck, Lars Edström, Patrik Ericksson, Bengt-Åke Gustafsson, Mathias Johansson, Patric Kjellberg, Håkan Loob, Mats Näslund, Peter Ottosson, Thomas Rundqvist, Daniel Rydmark, Jan Viktorsson.

Tränare: Conny Evensson, Curt Lundmark.
6.    Tyskland

Målvakter: Helmut de Raaf, Karl Friesen, Joseph Heiss.

Backar: Udo Kiessling, Ronald Fischer, Andreas Niederberger, Uli Hiemer, Rick Amann, Jörg Mayr, Michael Heidt, Michael Smidt.

Forwards: Gerd Truntschka, Dieter Hegen, Andreas Brockmann, Georg Holzmann, Michael Rumrich, Ernst Köpf, Peter Draisaitl, Jürgen Rumrich, Thomas Brandl, Bernd Truntschka, Raimund Hilger, Axel Kammerer.

Tränare: Luděk Bukač, Franz Reindl.
7.   Finland

Målvakter: Jukka Tammi, Markus Ketterer, Sakari Lindfors.

Backar: Timo Jutila, Kari Eloranta, Ville Siren, Arto Ruotanen, Simo Saarinen, Timo Blomqvist, Janne Laukkanen, Harri Laurila.

Forwards: Teemu Selänne, Hannu Järvenpää, Mika Nieminen, Mikko Mäkelä, Petri Skriko, Pekka Tuomisto, Jari Lindroos, Raimo Helminen, Raimo Summanen, Keijo Säilynoja, Timo Peltomaa, Timo Saarikoski.

Tränare: Pentti Matikainen, Sakari Pietilä.
8.  Frankrike

Målvakter: Petri Ylönen, Jean-Marc Dijan, Fabrice Lhenry.

Backar:  Serge Poudrier, Stéphane Botteri, Denis Perez, Bruno Saunier, Michael Leblanc, Jean-Phiippe Lemoine, Gerald Guennelon. 

Forwards: Christophe Ville, Stéphane Barin, Peter Almasy, Philippe Bozon, Patrick Dunn, Benoit Laporte, Antoine Richer, Arnaud Briand, Christian Pouget, Pierre Pousse, Michael Babin, Pascal Margerit.  

Tränare: Kjell Larsson, Marc Peythieu.

9.   Norge

Målvakter: Jim Marthinsen, Steve Allman, Robert Schistad.

Backar: Petter Salsten, Jon-Magne Karlstad, Tommy Jakobsen, Morgan Andersen, Martin Friis, Jan-Roar Fagerli, Kim Sögaard.

Forwards: Marius Rath, Ole-Eskild Dahlström, Geir Hoff, Eirik Paulsen, Tom Johansen, Petter Thoresen, Erik Kristiansen, Carl Gunnar Gundersen, Örjan Lövdal, Jarle Friis, Arne Billkvam, Rune Gulliksen, Öystein Olsen.

Tränare: Bengt Ohlson, Tore Jobs.
10.   Schweiz

Målvakter: Renato Tosio, Reto Pavoni, Christophe Wahl.

Backar: Samuel Balmer, Sandro Bertaggia, Patrice Brasey, Sven Leuenberger, Andreas Beutler, Doug Honegger, André Künzi, Dino Kessler.

Forwards: Patrick Howald, Keith Fair, Jörg Eberle, Mario Brodmann, Mario Rottaris, Alfred Lüthi, Gil Montandon, Thomas Vrabec, Manuele Celio, Peter Jaks, André Rötheli, Andy Ton. 

Tränare: Juhani Tamminen, Brian Lefley.
11.  Polen

Målvakter: Gabriel Samolej, Marek Batkiewicz, Mariusz Kieca.

Backar: Robert Szopinski, Kazimierz Jurek, Henryk Gruth, Marek Cholewa, Rafal Sroka, Andrzej Kadziolka, Dariusz Garbocz, Jerzy Sobera.

Forwards: Janusz Hajnos, Miroslaw Tomasik, Mariusz Puzio, Waldemar Klisiak, Andrzej Swistak, Krzysztof Bujar, Wojciech Tkacz, Mariusz Czerkawski, Janusz Adamiec, Krzysztof Kuzniecow, Dariusz Platek, Slawomir Wieloch.

Tränare: Leszek Lejczyk, Jerzy Mruk.
12.   Italien

Målvakter: David Delfino, Mike Zanier, Diego Riva.

Backar: Bob Manno, William Stewart, Jimmy Camazzola, Tony Circelli, Robert Oberrauch, Mike De Angelis, Giovanni Marchetti, Georg Comploi. 

Forwards: Giuseppe Foglietta, Bruno Zarrillo, Emilio Iovio, John Vecchiarelli, Santino Pellegrino, Lucio Topatigh, Rick Morocco, Frank Nigro, Robert Ginnetti, Ivano Zanatta, Marco Scapinello, Martino Soracreppa. 

Tränare: Gene Ubriaco, Alberto Darin.